# Aporhoptrina
Aporhoptrina là một chi bướm đêm thuộc họ Geometridae.

## Các loài
- Aporhoptrina semiorbiculata (Christoph, 1881)